# 羽沢 (群馬県南牧村)
羽沢（はざわ）は、群馬県甘楽郡南牧村の大字。

## 地理
羽沢は、南牧川上流域の山間地に位置し「はねざわ」ともいう。羽沢は余地峠と田口峠の分かれ道に開かれた村。主に2集落あり、勧能集落は土壌のより急斜面の川沿いに家屋が並んだ形態で、羽沢集落は星尾川の合流地点に家々が集まっている。 他に西方に上信両国にまたがって成り立った馬坂集落があり、群馬県側には4～5軒ほどしかなく徒歩で約30分かかる山深くに位置する。地内に勧能という地名があり、これは羽沢以上に名が通っていると云う。羽沢は10戸程の小規模な集落であったものの、羽沢の属した尾沢村の行政や教育の中枢を担い、村役場や学校が設置された。

### 神場家
羽沢には全国的にも珍しい苗字「神場」がある。当一族は武田氏の上州攻略と深い関係を持つ一族で、陣場造りからくる合戦の役割がそのまま苗字として用いるようになった。一説によると、陣場や砦の構築の任務を帯びた建設兵の名称であると云う。

## 歴史

### 古代

#### 勧能遺跡

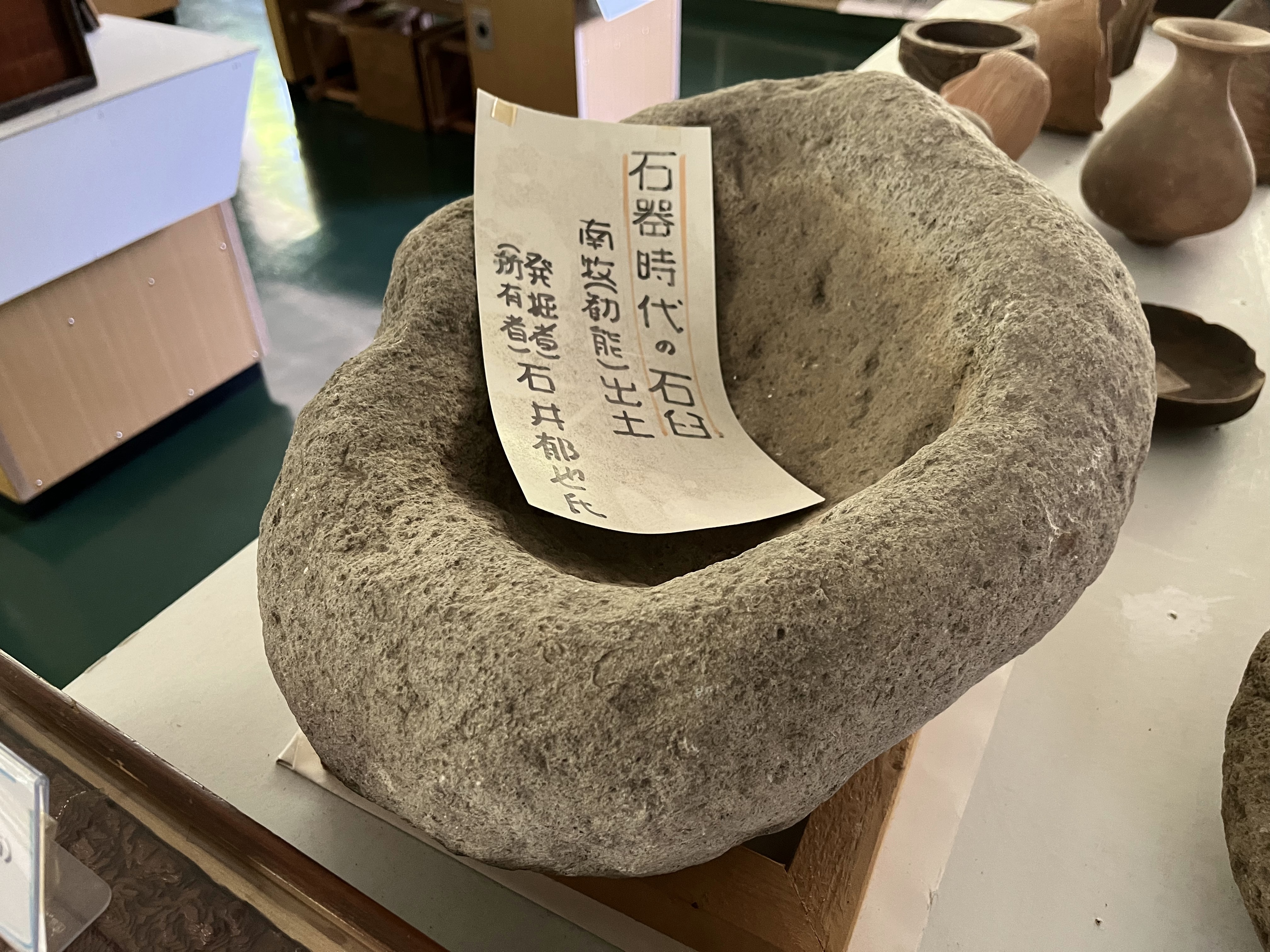
勧能遺跡出土の石臼

羽沢では縄文時代中期の遺跡として勧能遺跡が確認されている。当遺跡で出土した土器は加曽利E式の後半のもの。現高43cmで赤褐色の土器。出土したのは石井郁也宅の墓地で造成中に発見された。南側を流れる南牧川まで約50mの地点。本土器は粘土紐を重ね、器形の出来上がった後に全面ヘラ削りによって整形。器面に粘土紐を貼り特徴的な文様を作る。その後、各区間を埋めるように縄文を施文し粘土紐を基面に密着させる。こうした、製作工程がわかるのはヘラ削りのまま残された区間があることと、縄文の走行が一定ではないことから。当土器には欠落した部分が２箇所あり、一つは先のヘラ削りがそのまま残され縄文で埋めるべき区間がない部分と、支えのある渦巻文のもう一方にに支えがない部分。

### 中世
戦国期の甘楽郡の地名として「刃沢」とあった。銅経筒（経塚遺文533）に「旦那上州刃沢住坂上」と「大永3年卯月吉日」の年紀の記載。
1594年（文禄3年）頃に南牧地域では検地が行われており、この頃には南牧地域各村の村高が決められ行政単位として村が成立していたとされている。現代の大字にあたる単位が一つの村として取り扱われ、「南牧村」は羽沢村を含む十二ヵ村で構成されていた。尚、当時頻繁に南牧領という名称も使用されていたがこれは前述の十二ヵ村に加えて白山村・下仁田町・吉崎村・栗山村・川井村・大桑原村・青倉村・風口村・宮室村も含んだ総称。そのため、南牧領は二十一ヵ村のことで現在の南牧村はこの南牧領の一部にあたることになる。

### 近世
1678年（延宝6年）の検知帳によると羽沢村の村高は144石7斗1升5合だった。また、当時の石盛についての記録も残っている。南牧の石盛の基準は上畑・中畑・下畑・下々畑・山畑・楮畑・桑畑・切畑などがあり、羽沢村の石盛は上畑9・中畑7・下畑5・下々畑4・山畑3・楮畑2・桑畑2・切畑2だった。小沢村・岩戸村・大日向村が同等の基準で生産力が高いと評価されていて、羽沢村はそれについで塩沢村・檜沢村・六車村・星尾村と同等の基準だった。なお、南牧の村々に田はなく畑のみだった年貢米が出すことができなく金納だった。また、羽沢村の畑の面積は合計47町5反5畝1歩だった。
1678年（延宝6年）以降の南牧の検地についてのは『元禄年間上野一国高辻』の1703年（元禄16年）と『上野国郷帳＝天保郷帳』の1834年（天保5年）の記録が残っている。それによると、羽沢村は1703年（元禄16年）の村高は1678年（延宝6年）の村高とは変わっておらず、1834年（天保5年）は144石8斗4升1合と少しだけ村高が増えた。
江戸時代、キリスト教禁圧と関連し住民の宗旨の調査が行われた宗門改帳が当時の戸籍台帳の役目を果たしていてた。他に人口関係がわかる資料に村明細帳・村鑑・五人組帳があり、これらの史料から1828年（文政10年）の戸数は125、人口388名（男200/女177）だったとわかる。また、家族の平均員数が3.1人と南牧では最も少なかった。近世の農村においては平均家族員数は7～4人が普通とされていたが、それを下回る数字だった。
近世において百姓は本来自給自足だった訳だが、当地方では年貢が代金納であったり、貨幣経済の浸透などが影響し、この貨幣を手に入れる方法が必要だった。そのため農間渡世として羽沢村では養蚕関係の仕事や絹わたの売買などで稼いでいた。
羽沢村の村明細帳に江戸時代中期以降の栽培作物の種類が記録されている。これによると、羽沢村では大麦・小麦・粟・稗・芋・小豆・かりまめ・菜大根が栽培されていて、これらが当時の村人たちの主食であったとされている。
1742年（寛保2年）、関東一円に大きな被害を与えた大雨は南牧村にも影響を及ぼし、羽沢地内の勧能では一時堰き止め湖の状態となった。
江戸時代において一般的に、「①領主や代官などが村を廻るとき」「②領主の交替のとき」「③幕府の巡見使が派遣されたとき」の以上3つの場合、支配者が村内各般の情勢を掴むため村明細帳を提出するよう命ずる。南牧村の各地域にもこの村明細帳が現存していて、羽沢村では、1827年（文政10年）の村明細帳が確認されている。
羽沢村は1590年（天正18年）の時に徳川氏の領地となった後、1825年（文政8年）には旗本領となった。

#### 市川家
元々甲州市川郷に移住していたものの、訳あって南牧に土着。祖として南牧七騎と目された市川右馬佐がいる。市川氏の本家は近郷の砥沢にあり、羽沢の市川家はその分家として居を構えていた。羽沢市川家は、砥沢市川家が幕府御用砥を経営する一方、南牧関所番としつ中枢な用務に勤めていた。 

### 近代
1876年（明治9年）8月21日、群馬県が再置されると、1878年（明治11年）7月の太政官第十七号布告で制定された群区町村制編制法に基づき、同年12月17日に群を北と南に分け北甘楽郡役所の管轄とし、羽沢村外三か村聯合戸長役場が置かれ、ここに羽沢村・砥沢村・星尾村・熊倉村が属すようになった。また、1888年（明治21年）4月1日に市制町村制が交付されると1889年（明治22年）4月1日に当聯合戸長役場が尾沢村に改称され、属していた羽沢村を含む村々は大字となった。
1926年（昭和元年）までは「ハネザワ」と称されていた。

### 現代

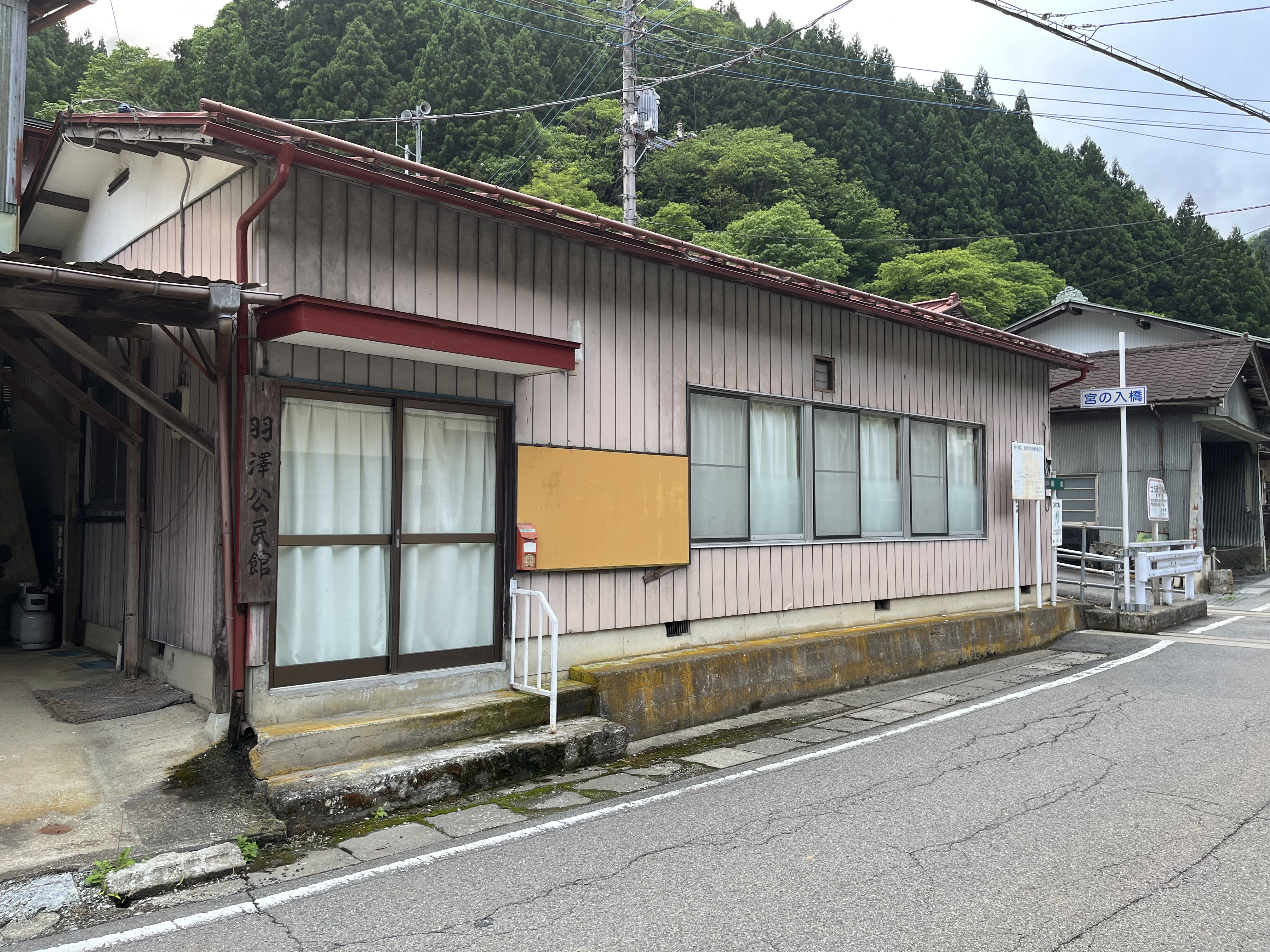
羽沢公民館

1973年（昭和48年）に羽沢及び熊倉地区に村営猟区が開設された。『村勢要覧』によると面積は1,261ヘクタールで3コースが設置されており、入猟料1人4,000円、案内料1人2,500円だった。狩猟期間は11月15日から2月15日。毎年キジの放鳥をおこない、猟場としての条件の充足を図っていた。

## 交通
昭和初期ごろから下仁田-尾沢間の乗合バスが運行開始。これを上信電鉄が買い取り、1917年（昭和17年）から下仁田-羽沢間、1952年（昭和27年）からは下仁田-勧能間のバスを運行。運賃は1930年（昭和5年）が35銭、1950年（昭和25年）3円25銭、1979年（昭和54年）500円。1952年（昭和27年）8月からは勧能までが運行されるようになった。

## 教育

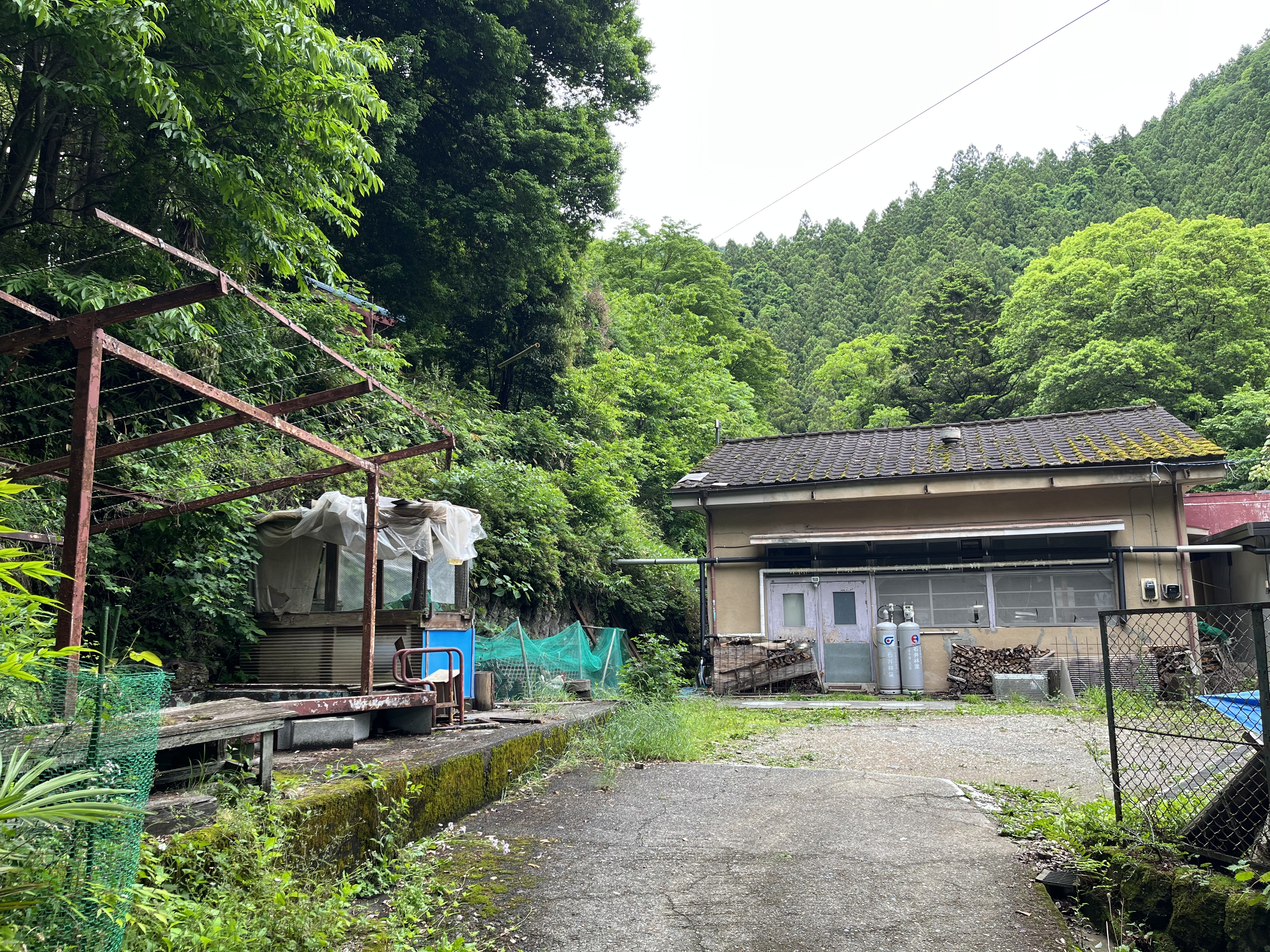
保育園跡地

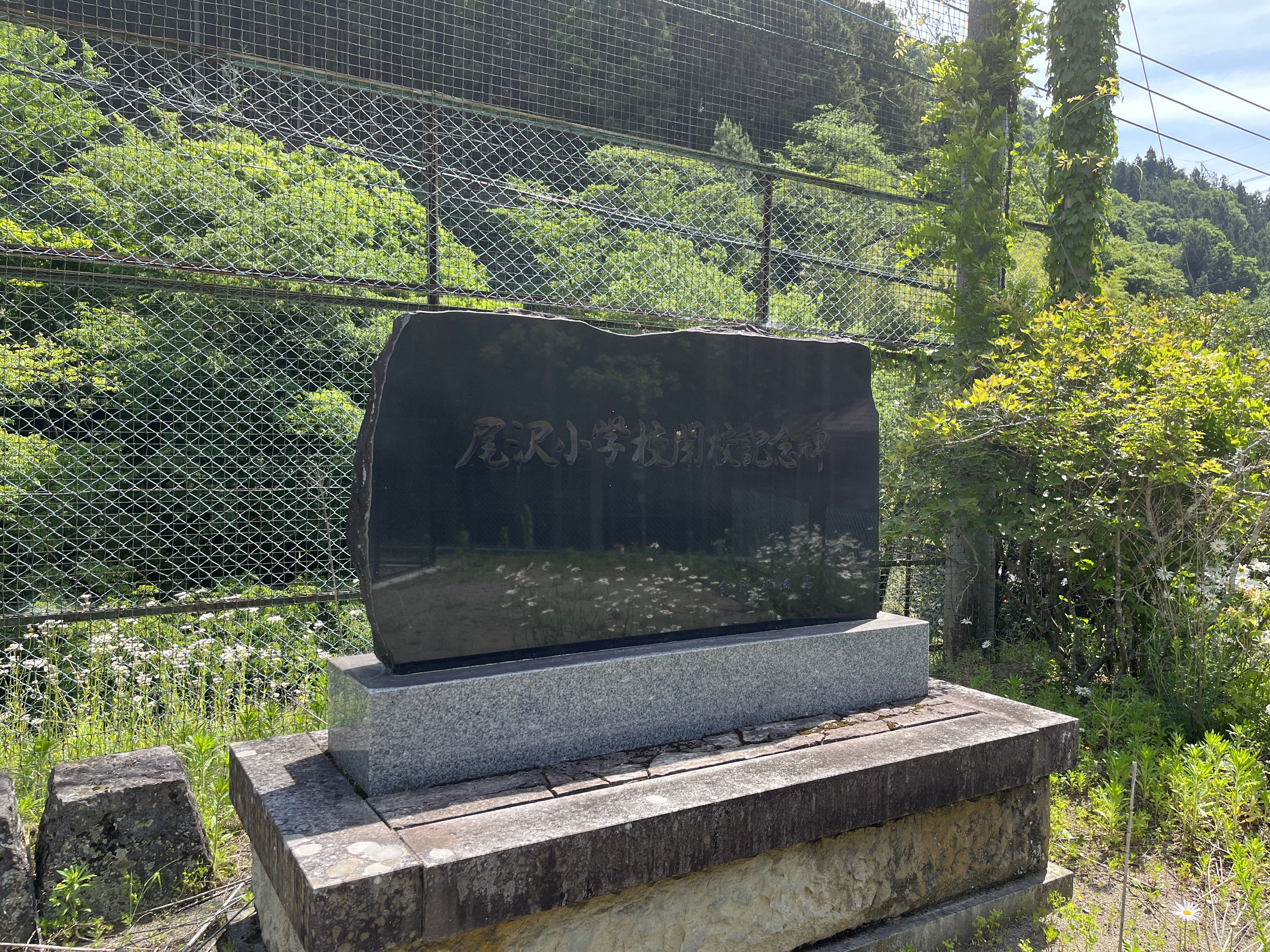
閉校記念碑

1872年（明治5年）の学制発布以前から南牧村は山間の地域であるにもかかわらず有名な学者や書家を輩出する教育に熱心な土地柄だったとされている。この要因の一つとして当地の古老は寺子屋教育にあったのではないかという。南牧の最も古い寺子屋が天明年間（1781年～1789年）に開かれており、その後1873年（明治6年）に学校が置かれるまでの間に60を越える寺子屋が開かれた。1883年（明治16年）11月2日の調査によると羽沢村でも天野幸右衛門の寺子屋で20名、市川四郎兵衛のところでは6名の生徒が学んでいた。1972年（昭和47年）、長野県臼田小学校狭岩分校廃校に伴い児童7名が地内尾沢小学校に越境による委託転入。

### 羽沢尋常小学校

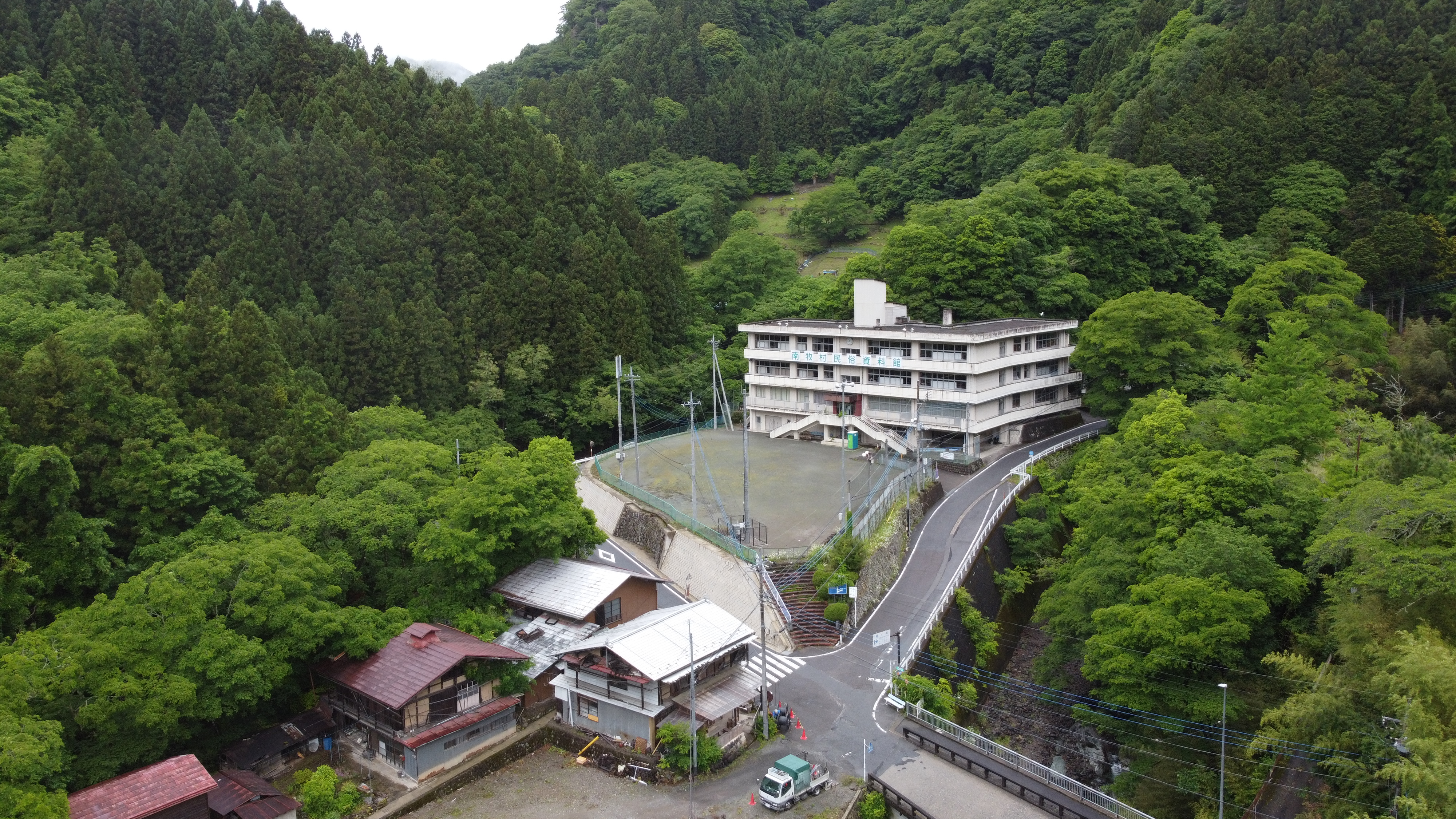
南牧村民俗資料館（小学校跡）

1885年（明治18年）8月、教育令の再改正により南牧中小学校・星尾小学校・南牧西小学校が廃止となり、羽沢の市川四郎兵衛宅に群馬県第七十二学区北甘楽郡第八小学校が仮設され開校。職員は三等訓導以下9名。のちに当校は尾沢小学校となった。1886年（明治19年）4月になると小学校令の発布により尋常小学校・高等小学校設置区域が定められ、羽沢村・砥沢村・星尾村・熊倉村の4ヵ村を第百十一学区とし尋常小学校の位置が羽沢村に指定された。そのため前述した旧北甘楽郡第八小学校校舎をそのまま利用し、第百十一学区公立尋常小学校を開設した。また1891年（明治24年）9月には当校は羽沢尋常小学校と改称。同年11月には月形村・尾沢村の2ヵ村で組合高等小学校を月形村尋常高等小学校内に開設され、それまで下仁田町まで通学していた生徒の負担が緩和された。1900年（明治33年）4月からは月形村に通学していた高等小学校の生徒が羽沢尋常小学校を分教場として学習できるようになった。これに伴い、5月31日漬けで月形尋常高等小学校は学校組合を解除し、6月1日に羽沢尋常小学校内に正式に尾沢尋常高等小学校が設置された。その後も学校名は頻繁に変わる。1941年（昭和16年）には尾沢尋常高等小学校は尾沢村尋常高等小学校、同年4月1日には勅令148号により尾沢村国民学校、1947年（昭和22年）には北甘楽郡尾沢村立尾沢小学校となった。同年3月には教育基本法その他関係法規の制定により義務教育9ヵ年のうち6年を初等教育として行うようになる。また敗戦後は日本駐留連合軍総司令部の命令により、当校でも蔵書・指導書・掛図・教具・教室掲示物などの軍国主義・帝国主義的なものは全て校内から排除され、教科書に関しても該当箇所の黒塗りが行われた。また学制改革で4月29日から尾沢中学校の設立に際し、裏校舎の5教室と中三階の1小室の合計6室を中学校に充てた。1949年（昭和24年）4月1日には大字羽沢地内に尾沢中学校第一校舎（6教室）が新築落成。
小学校の敷地は羽沢市川家の史跡。ここは中世において砥沢城主市川豊前守重信の出城として構築され、その次男右馬佐が天文年間（1532年～1554年）に羽沢城主となった。その後、330年間に及び羽沢市川家の居城として機能した。

### 南牧村立尾沢中学校
所在地は南牧村大字羽沢51番地の２。1979年（昭和54年）時点で生徒数78名、職員数8名。校章は1949年（昭和24年）9月17日に制定され、文字の「ヲザワ」から「ヲ」を3つ連ねて輪にしていて「和」を表現している。図案者は曾根寿雄。尾沢小学校の項で述べた通り1947年（昭和22年）4月29日開校で同日には小学校北校舎にて開校式が催された。

## 産業・生業

### 羽沢発電株式会社
勧能部落下流（片瀬）に造られた水力発電所。水路は24間・底幅2尺5寸・両側法1歩の連石積で表面はモルタル仕上げで水槽まで通していた。全体の水路延長は766間、木樋で送水していて落差は35尺。発電力は渇水時が11kW、平水時は17kW。送電範囲は砥沢・星尾・勧能・熊倉。当時、の電気は渇水時で焼け火ばし程の明るさだったと云う。その程度でも、砥沢の一部が不足だったため、赤岩に変電所を作り、南牧電気株式会社から電力を購入し送電していた。1930年（昭和5年）5月、当社は上信電気鉄道株式会社と合併した。その後関東配電株式会社、東京電力株式会社へ移行された。

### こんにゃく
南牧では江戸時代から麦類の製粉加工に水車を利用しており、明治時代に入った後も糸挽や糸揚などの製糸加工やこんにゃく製粉にも利用された。『三か村郷土誌』には羽沢村では蒟蒻穀類搗挽水車が4ヶ所、製糸水車1ヶ所あったとある。

### 和紙づくり
近世において南牧村では和紙の生産も盛んで総枚数は1,300万枚にも及んでいて、各部落で生産されていた。羽沢地区では和紙作りが行われず、原材料である楮皮を生産し主に埼玉県小川町の業者に売り渡されていた。楮切りは12月と1月に行われていた。南牧で盛況を極めた和紙作りだったが、明治時代末期には衰退し始める。『群村誌』と『尾沢村郷土誌』に明治時代の尾沢村における楮皮の生産量が記録されてありそれによると、1877年（明治10年）は16,027貫生産していたものの、1911年（明治44年）の生産量は12,600貫と減少。

## 名所・寺社

### 尾佐波神社

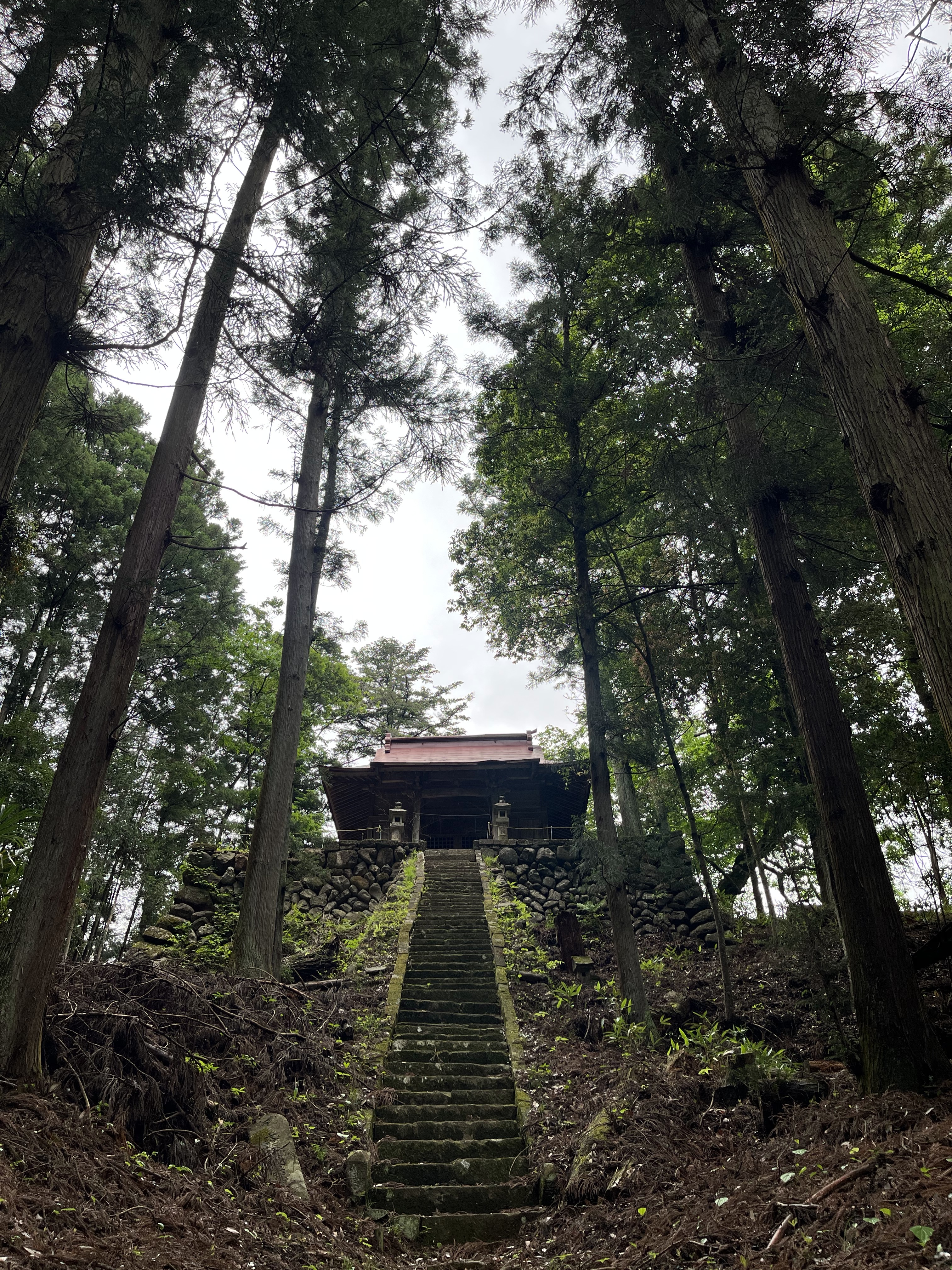
尾佐波神社

所在地は羽沢字高根72。

### 観音寺
所在地は羽沢字宮ノ入1607。山号及び院号は三嶋山普光院で宗派は天台宗。下仁田町の元清泉寺の末寺で本尊は正観世音菩薩。

### 虚空蔵菩薩
以前市川五郎兵衛の屋敷のあった小学校の裏山に虚空蔵菩薩のお堂があり、これは羽沢市川家が代々祀ってきたもの。近郷の農民が養蚕の神様として崇めていた。毎年5月31日が祭日で羽沢・星尾・砥沢・馬坂・熊倉の人たちが参詣。参詣者は色紙の小祓いを購入し、周辺の藪から小枝を折って束にし家に持参。その後、蚕の上簇の最初に小枝の束を蚕を這わせて繭を作らせていた。

## 人物

### 市川五郎兵衛

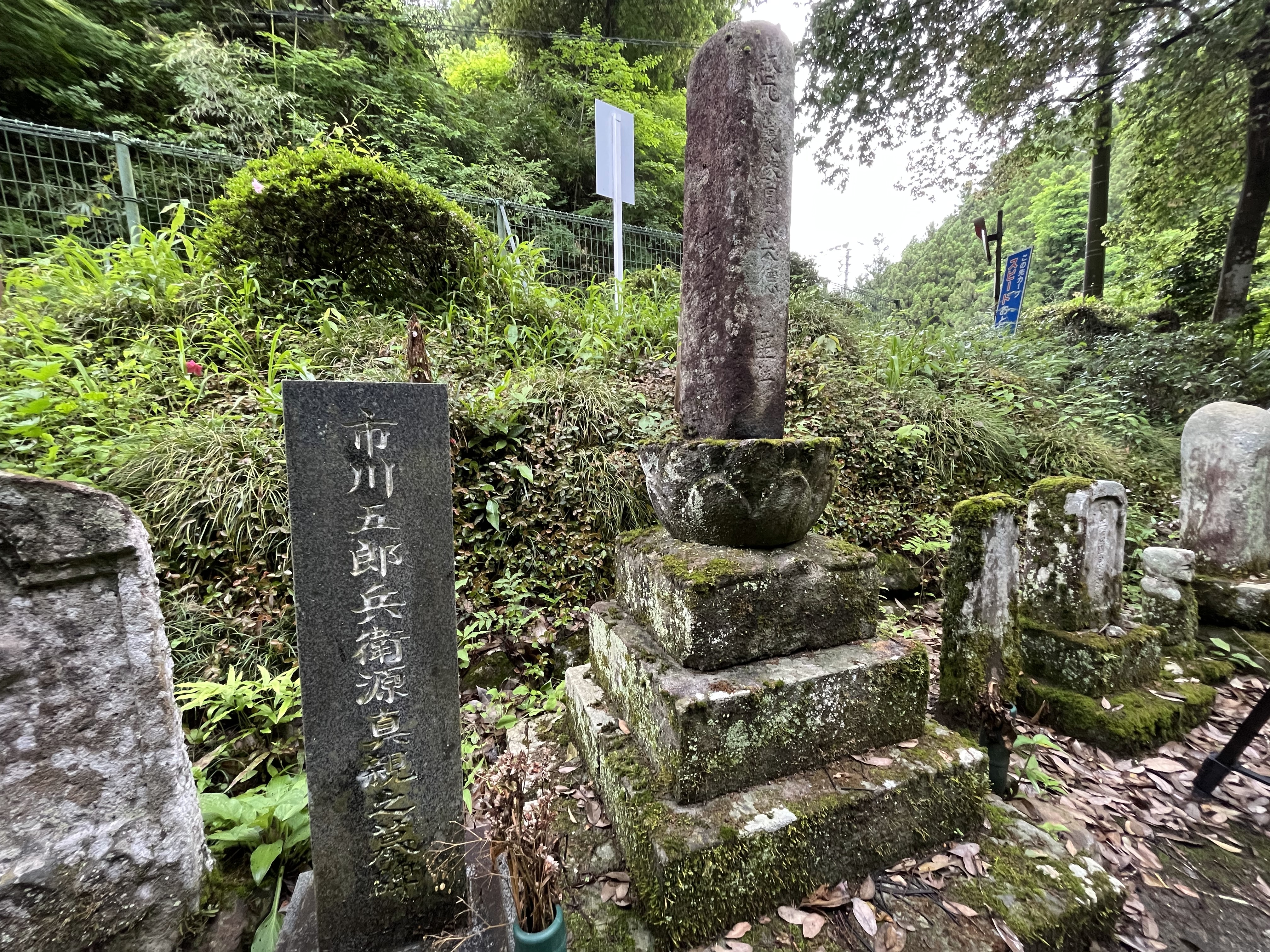
市川五郎兵衛の墓

市川五郎兵衛は信州佐久郡内の「五郎兵衛新田」の開拓者で、上州だけでなく信州方面でも名が知られている。1571年（元亀2年）2月6日に羽沢の名門市川家で生まれ、1665年（寛文5年）9月9日に95歳で亡くなった。墓は小学校付近の市川家の墓所にある。南牧七騎と目された市川右馬佐の5世の孫。五郎兵衛が信州に行った際、佐久郡内の大荒地を見つけここを開墾すれば良質な田んぼが数千町歩を得られると知り、測定計算や収益費用を割り出し検討した結果事業に取り掛かることを決めた。 官に許可を得たのち、数万人に及ぶ人員を動員し莫大な資金を投資。この大事業は20年の月日を要し、その間には幾度か資金難に苛まれた。その際は一族である砥沢市川家が援助をしたが、これにより砥山経営に行き詰ることがあった。そのため砥山の経営権の一部が江戸小網町の由比平右衛門に譲り渡された。そして1643年（寛永20年）、この総反別680町歩に及ぶ大規模な新田開発は成功を収めた。これにより五郎兵衛は徳川幕府より石高150石を与えられ、新田村では救民神社の氏神として祀られた。

### 市川玉五郎
市川玉五郎は江戸時代の和算家。1805年（文化2年）、羽沢字勧能で市川徳兵衛長重の二男として誕生。明治維新以前に亡くなっている。若くから学を好んでいて、斎藤四方を師とし山岳の奥義を極め関流で名を上げた。当時、数学の大家12人と連名で数学上の発見を額に記載し浅草の観音堂に奉納したと云う。また玉五郎に関する有名な話の一つに、徳川幕府御三家の1つ一橋卿の前で天体観測をし、後日再測定をしたところその正確性が更に確かめられたというものがある。著書に1836年（天保7年）刊の「合類算法」、1830年（文政13年）訂正刊の「算法雑爼」などがある。また挿し花でも秀でており、遠州流を学び1号免許章を受け一観と号し、印可皆伝を得て昌楽斎の斎号を免許されるほどの腕前だった。